# Alveda King
Alveda Celeste King (Atlanta, 22 gennaio 1951) è un'attivista, politica e scrittrice statunitense.
Attivista nel campo dei diritti civili in favore degli afroamericani, Alveda è anche portavoce della cosiddetta destra cristiana ed è ferma oppositrice del diritto all'aborto.
Alveda è figlia dell'attivista Alfred Daniel Williams King nonché nipote del famoso predicatore Martin Luther King.
Democratica prima e repubblicana in seguito, è stata deputata della Camera dei rappresentanti della Georgia dal 1979 al 1983.

## Biografia
Nata ad Atlanta, in Georgia, è la prima dei cinque figli di Alfred Daniel Williams King, attivista impegnato nel sostegno dei diritti civili degli afroamericani. Quando aveva 12 anni, suo padre divenne leader della campagna di Birmingham mentre prestava servizio come pastore presso la First Baptist Church vicino a Birmingham, in Alabama. Nello stesso anno, la casa di King fu bombardata dagli oppositori al movimento per i diritti civili. Nel 1969 il padre, dedito al consumo di sostanze alcoliche e affetto da depressione, fu trovato morto nella piscina di casa sua.
Studiò giornalismo e sociologia al Central Michigan University, dove si laureò in business management. Ottenne poi un dottorato onorario.
Dal 1979 al 1982 è stata deputata per il 28º distretto alla Camera dei rappresentanti della Georgia all'interno del Partito Democratico. Nel 1984 si candidò per il 5º distretto della Georgia alla Camera dei rappresentanti, dove sfidò il deputato in carica Wyche Fowler, il quale prevalse infine alle elezioni generali. In quello stesso anno inoltre sostenne il reverendo Jesse Jackson alla corsa per le elezioni presidenziali. 
In seguito si è iscritta al Partito Repubblicano.
Nel 2016 ha dichiarato il proprio sostegno a Donald Trump in vista delle elezioni presidenziali. Gli ha riconfermato il proprio appoggio anche alle elezioni del 2020.
Si è sposata per tre volte e dalle sue relazioni ha avuto in totale sei figli.

## Posizioni politiche
La King si è dichiarata contraria ai matrimoni di coppie dello stesso sesso e all'aborto.